# بطاقة الهوية الليتوانينية

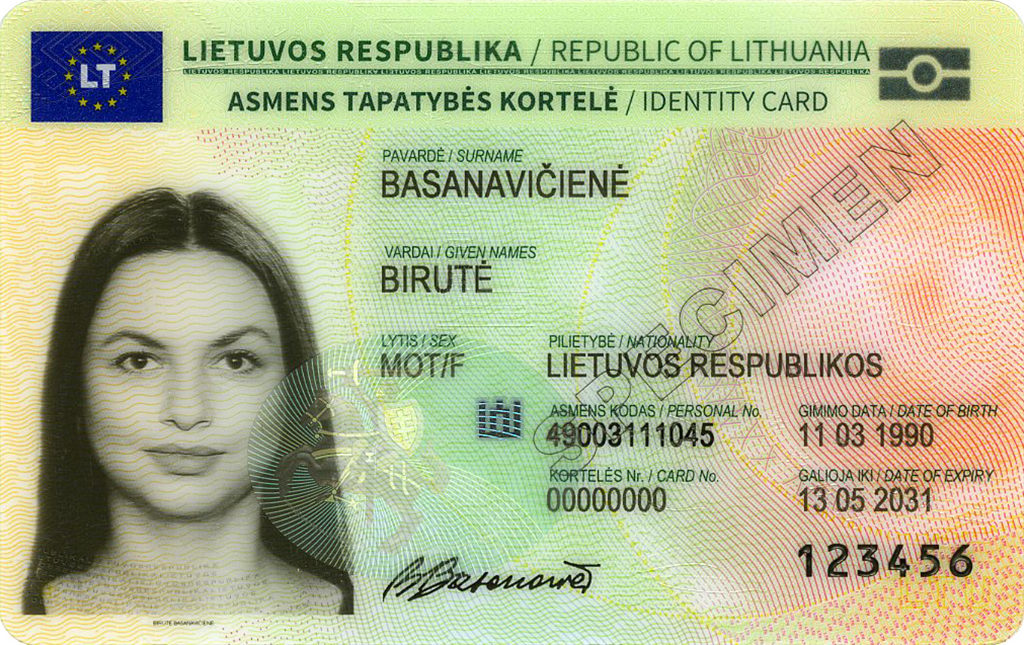
بطاقة الهوية الليتوانية الجديدة (2021) (الوجه)

بطاقة الهوية الليتوانينية هي بطاقة هوية بيومترية معترف بها رسمياً للمواطنين الليتوانيين. كما أنها صالحة للسفر داخل أوروبا (بإستثناء روسيا البيضاء وروسيا وأوكرانيا) وكذلك الأراضي الفرنسية فيما وراء البحار ومونتسيرات (بحد أقصى 14 يومًا) وجزر فارو وجرينلاند (بحكم الواقع) وجورجيا وعلى الرحلات المنظمة إلى الأردن (من خلال مطار العقبة) (بدلاً من جواز السفر الليتواني).

## بطاقة الهوية البيومترية جديدة
فازت «جيمالتو» بعطاء من وزارة الداخلية لتسليم 900 ألف بطاقة هوية إلكترونية محمية بالليزر. منذ يناير 2009, تم إصدار بطاقات هوية بيومترية جديدة بدلاً من ذلك.

## اقرأ أيضاً
جواز سفر ليتواني
بطاقة هوية